# Buschmühle (Weyher)
Das historische Anwesen der Buschmühle liegt in der Gemarkung der Gemeinde Weyher in der Pfalz am Oberlauf des Modenbaches am Fuße des Blättersberges.

## Geographie
Der nach Süden offene, nach Norden vom Blättersberg und nach Westen von den Bergen des Pfälzerwaldes geschützte Talkessel zeichnet sich durch ein außergewöhnlich mildes Kleinklima aus, das den Weinanbau begünstigt und die von den Römern angepflanzten Kastanienbäume an den Bergflanken in ausgedehnten Wäldern gedeihen lässt. Sogar Palmen und riesige Bananenstauden wachsen an geschützten Stellen ganzjährig im Freien.

## Geschichte
Das imposante Anwesen der Buschmühle im Modenbachtal wurde im Jahr 1608 erstmals urkundlich erwähnt. Hans Stephan Hartlieb aus Burrweiler begründete zu dieser Zeit die „Mal- und Ölmühle sowie Hammerschmiede“ am Oberlauf des Modenbach. Vermutlich reichen die Wurzeln dieses landwirtschaftlichen Anwesens genau so wie die der benachbarten Gemeinde Weyher zurück bis in die Römerzeit.
Aus alten Urkunden ist ersichtlich, dass ihm der damalige Zinsmeister und spätere Kammerdirektor Johann Wolfgang Durass aus Weyher folgte. Er und seine erbende Tochter Eva Elisabeth Durass, die Mutter des berühmten Johann Andreas von Traitteur, verpachteten die Buschmühle mehrfach.
Im Jahr 1838 errichtete der damalige Eigentümer Jakob Minck aus Annweiler am Trifels neben der alten Mühle das heutige Hauptgebäude der Buschmühle im Stil eines Herrschaftshauses.
Johannes Sauter von der Zeiskamer Mühle erwarb die Buschmühle im Jahr 1888. Sie wurde 1890 von seinem Schwiegersohn Jakob Hünerfauth übernommen und später von seinem Sohn Hermann Hünerfauth weitergeführt.
Jakob Hünerfauth fügte dem Mühlenbetrieb eine Bäckerei hinzu und versorgte mit einem Pferdefuhrwerk die Dörfer um Landau und Edenkoben sowie im Ramberger Tal mit Brot. Der sechspfündige Laib reines Roggenbrot kostete damals 55 Pfennige.
Im Jahr 1900 wurde schließlich auf der Buschmühle eine Gaststätte eingerichtet. Daneben dient das Anwesen heute als Aus- und Weiterbildungszentrum für die Gastronomie.
Die Mühle wurde genau 350 Jahre nach ihrer Gründung, nämlich im Jahr 1958, stillgelegt.

## Rezeption
Die Buschmühle wurde überregional bekannt, weil der ehemalige Bundeskanzler Helmut Kohl dort Stammgast war und regelmäßig mit Staatsgästen und seinem Kabinett zu deftigen Gerichten, wie dem berühmten Pfälzer Saumagen oder Dampfnudeln, Einkehr hielt.